# Rhamnus rhododendriphylla
Rhamnus rhododendriphylla är en brakvedsväxtart som beskrevs av Yi Ling Chen och P. K. Chou. Rhamnus rhododendriphylla ingår i släktet getaplar, och familjen brakvedsväxter. Inga underarter finns listade i Catalogue of Life.